# Ashlee Bond
Ashlee Bond (hébreu : אשלי בונד ; souvent orthographié Ashley Bond, née le 15 avril 1985) est une cavalière de saut d'obstacles olympique américano-israélienne, qui concourt pour Israël. Née aux États-Unis, elle est devenue citoyenne israélienne en 2018. Elle a représenté Israël aux Jeux olympiques d'été de 2020 à Tokyo, terminant 11e. Bond représente Israël aux Jeux olympiques d'été de 2024 à Paris en saut d'obstacles individuel et par équipes, les 1-2 et 5-6 août 2024 au château de Versailles.

## Biographie
Son père est une star du feuilleton israélien et un cavalier régulier, Steve Bond (né Shlomo Goldberg),. Il est né et a grandi à Haïfa, en Israël (toute sa famille est originaire d'Israël) et a déménagé aux États-Unis à l'âge de 12 ans,,. Il est également le partenaire commercial de sa fille, a une expérience en équitation qui comprend les chevaux de cutting, des poneys de polo et le saut d'obstacles depuis qu'il a la quarantaine. Il entraîne les chevaux qu'elle monte en compétition,.
Sa mère, Cindy, est cinéaste. Elle a un frère cadet, Dylan,,,,. Elle a fréquenté le lycée Calabasas.

## Carrière d'équitation

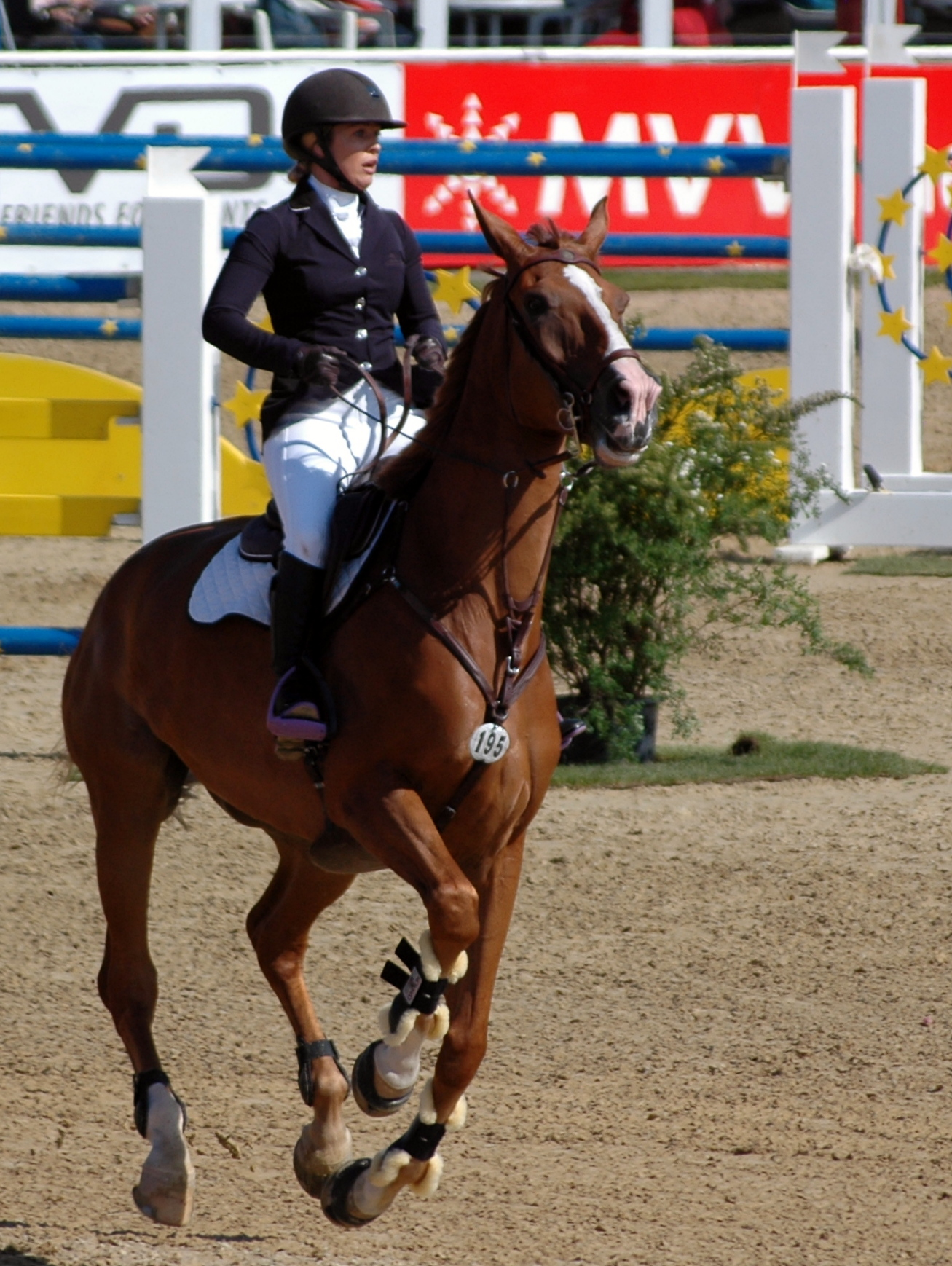
Bond chevauchant Chela LS en 2014.

Le père de Bond l'a mise pour la première fois à cheval quand elle avait six mois. Elle a commencé la compétition de saut d'obstacles à l'âge de six ans. Elle a monté 39 chevaux différents au cours de sa carrière, en juillet 2024.
Elle a remporté son premier Grand Prix à 16 ans. En 2001, elle a été nommée Cavalière Rookie de l'année en Grand Prix par la Fédération équestre des États-Unis (USEF) et la Pacific Coast Horse Association,.
À 19 ans, elle a abandonné le saut d'obstacles pendant quelques années. Elle y est ensuite revenue à l'âge de 21 ans. En 2009, à 24 ans, elle figurait dans le top 40 du classement mondial de la Fédération internationale des sports équestres (FEI), était no 2 au classement de saut d'obstacles Rolex /USEF, et a été nommée Cavalier de saut d'obstacles de l'année par Chronicle of the Horse.
Entre 2009 et 2014, Bond a remporté le CHIO d'Aachen 2009, le Grand Prix HITS 1 Million de dollars 2014 et une Coupe des Nations FEI,. Elle a remporté 100 000 $ à la Coupe du monde Longines FEI de saut d'obstacles à Thermal, en Californie, en 2016, et le prix de qualification de la Coupe du monde Longines FEI de 100 000 $ au HITS Coachella Desert Circuit en 2017.

### 2016-19
En février 2019, Bond a remporté le CSIO5* CP Welcome Stake de 10 000 $ au Palm Beach Masters à Wellington, en Floride sur Donatello.
En avril 2019, Bond a remporté l'Osphos 1,40-1,45 m Speed Classic, d'une valeur de 20 000 $, avec le hongre westphalien de 8 ans Donatello 141 (Diarado-Luna) à Temecula, en Californie. En juillet 2019, elle a mis son meilleur cheval, la jument alezane Chela LS, à la retraite à l'âge de 15 ans.
En octobre 2019, Bond a remporté la Coupe du monde de saut d'obstacles Longines FEI Del Mar, d'une valeur de 100 000 $, en Californie, parmi 37 partants, après un barrage à cinq et en montant Donatello.

### 2020-2022; Jeux olympiques de Tokyo
En mars 2020, Bond a remporté le CSI5* Douglas Elliman Real Estate de 401 000 $ au Winter Equestrian Festival avec Donatello, parmi un peloton de 40 cavaliers à Wellington, en Floride.
Elle a représenté Israël aux Jeux olympiques d'été de 2020 à Tokyo, au Japon, sur Donatello 141, terminant à la 11e plce en individuel,,,. En juillet 2019, Bond, Daniel Bluman, Danielle Goldstein et Elad Yaniv de l'équipe israélienne ont remporté les qualifications olympiques de saut d'obstacles au Maxima Park de Moscou, se qualifiant pour les Jeux olympiques de Tokyo. C'est la première fois qu'Israël obtient une place aux Jeux olympiques en équitation,. Elle a participé aux Jeux olympiques de Tokyo au sein de la toute première délégation équestre d'Israël aux Jeux olympiques. Elle a terminé 11e au classement général de la finale de saut d'obstacles, après avoir terminé 3e au classement général lors des qualifications, sur 73 cavaliers en lice. L'équipe israélienne a été éliminée de l'équipe lors du tour de qualification après qu'un autre membre soit tombé de son cheval.
En avril 2022, Bond a remporté le Grand Prix Rolex CSI5* de 500 000 $ au Festival équestre d'hiver 2022 sur la jument noire Karoline of Ballmore, remportant un prix monétaire de 16 500 $,.
En septembre 2022, elle et Donatello 141 ont remporté le Saugerties Jumper Classic CSI5*, un prix de 138 600 $ au championnat HITS.

### 2023; Victoire au CSI5* International de Wellington
En février 2023, elle et Donatello 141 (« Donnie ») remportent le Wellington International en Floride lors du Winter Equestrian Festival (WEF) CSI5* Challenge Cup 1,55 m, parmi 50 partants. En avril 2023, elle et Donatello 141 ont remporté le Grand Prix CSI3* de la Palm Beach County Sports Commission de Wellington, d'une valeur de 146 000 $. En juin 2023, elle et Donatello ont remporté le Grand Prix Sapphire de Devon, d'une valeur de 226 000 $, à Devon, en Pennsylvanie.
En juillet 2023, elle et Donatello étaient le seul duo parmi près de 40 partants à réaliser un double sans faute lors des qualifications olympiques à Prague en République tchèque, l'équipe israélienne terminant à la première place et se qualifiant pour les Jeux olympiques de Paris,.
En 2023, Bond et Donatello 141 ont terminé deuxièmes de l'American Gold Cup CSI5*. En octobre 2023, elle était classée 44e cavalière mondiale.

### 2024-présent; JO de Paris 2024
En février 2024, Bond a remporté l'épreuve d'ouverture du CSI5* à 1,40 m en montant la jument de 10 ans Elka de la Pomme (Cartoon Z).
Bond a envisagé de monter son cheval Donnie aux Jeux olympiques.
Bond représente Israël aux Jeux olympiques d'été de 2024 à Paris en saut d'obstacles individuel et en saut d'obstacles par équipe les 1-2 et 5-6 août 2024 au château de Versailles. Elle déclare : "Pour moi, le plus important, c'est que l'équipe réussisse, et mon résultat individuel plus tard est un bonus."  Elle a également déclaré : « J'ai l'impression que le moment est venu de vraiment défendre ce en quoi vous croyez, et de ne pas laisser les gens vous faire taire ou vous effrayer pour ne pas faire ce que vous pensez être la bonne chose. Nous allons... garder la tête haute et être fiers de représenter Israël, et montrer... que nous ne reculerons pas, que nous n'avons pas peur et que nous ne rivalisons pas parce que nous sommes effrayés. »

## Vie privée
Son surnom est Bondie. Bond a épousé Roy Meeus, un ancien footballeur professionnel belge qui a pris sa retraite trois ans plus tard, en 2015. Ils ont une fille prénommée Scottie, née en 2016,,,,. Une partie de sa famille vit en Israël. Elle a vécu à Hidden Hills, à San Diego et à Los Angeles, en Californie, et vit maintenant à Wellington, en Floride,,,. Elle a joué un rôle dans la comédie romantique de 2001 Extreme Days et a fait du doublage dans le film d'animation de 2007 Les Dix Commandements.
Bond souffre de thyroïdite de Hashimoto, une maladie auto-immune de la thyroïde, et suit un régime de jeûne intermittent. Elle est chrétienne, tandis que son père est juif,. Elle est devenue citoyenne israélienne en 2018 ; elle monte et concourt désormais pour Israël,,,.